# 沙班·特尔斯泰纳
沙班·特尔斯泰纳（1965年1月1日—），北马其顿男子摔跤运动员。他曾代表南斯拉夫、马其顿参加1984年、1988年和1996年夏季奥林匹克运动会摔跤比赛，获得一枚金牌和一枚银牌。